# Jacinto de Espinosa Castro

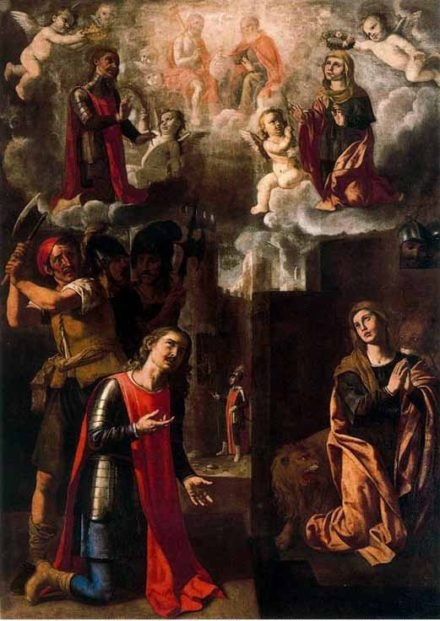
Martirio de san Leodicio y santa Gliseria, 1667. Óleo sobre lienzo, 270 x 192 cm. Valencia, Museo del Patriarca, Colegio de Corpus Christi

Jacinto de Espinosa Castro (Valencia, 1631-1707) fue un pintor español, hijo de Jerónimo Jacinto de Espinosa.
Debió de formarse en el taller paterno e incluso después de contraer matrimonio con María Mascó en 1657 el matrimonio fijó su residencia en el domicilio familiar, manteniéndose a la sombra del padre hasta la muerte de este, en 1667. El 21 de marzo de este año cobró el último pago por el Martirio de san Leodicio y santa Gliseria del Colegio de Corpus Christi, iniciado por su padre y concluido por él.
Son muy escasas las obras firmadas o documentadas y todas posteriores a la muerte del padre. Hay noticias documentales de una Virgen de los Desamparados firmada en 1671. Ese mismo año cobró del ayuntamiento por un carro pintado para la procesión de san Francisco de Borja. En 1686 eligió al pintor José Grau para que en su nombre tasase «los diez grandes cuadros de los Reyes» que había pintado y se encontraban en casa del gobernador, de los que no se tiene otra noticia. 
Colaborador habitual del obrador paterno, a Jacinto de Espinosa se atribuyen copias y variantes de algunos de los modelos creados por el padre y más demandados por la clientela devota, como la Virgen del Rosario de la iglesia de Santo Tomás de Valencia, copia modesta atribuida a Jacinto del tipo de la Virgen del Rosario con el Niño y multitud de ángeles pintado para el Oratorio de la Congregación de los Filipenses por Espinosa padre, del que existen varias copias, o el grupo de San Joaquín, santa Ana y la Virgen, considerado anónimo del Museo de Bellas Artes de Valencia, con el anacronismo de representar a san Joaquín con quevedos.